# Ig-Nobelpreis
Der Ig-Nobelpreis ([ɪɡnoʊˈbɛl], englischsprachiges Wortspiel: ignoble „unwürdig, schmachvoll, schändlich“), gelegentlich als Anti-Nobelpreis bezeichnet, ist eine satirische Auszeichnung, um wissenschaftliche Leistungen zu ehren, die „Menschen zuerst zum Lachen, dann zum Nachdenken bringen“ (to honor achievements that first make people laugh, and then make them think). Vergeben wird der Preis von der in Cambridge (USA) erscheinenden Zeitschrift Annals of Improbable Research. Die erste Preisverleihung fand 1991 am Massachusetts Institute of Technology (MIT) statt, seit 2012 wurden die Preise an der Harvard-Universität überreicht, zuletzt wieder am MIT.

## Bedingungen für die Nominierungen und Wahl
Bedingung für eine Nominierung ist, dass die Entdeckung erst zum Lachen und dann zum Nachdenken führen soll. Außerdem muss das Forschungsthema neuartig sein. Niemand darf vorher eine ähnliche wissenschaftliche Arbeit abgeliefert haben.
Die Preise werden von einer Jury, dem Ig Nobel Board of Governors, verliehen. Sie setzt sich nach Angaben der ausrichtenden Zeitschrift Annals of Improbable Research aus Nobel- und Ig-Nobelpreisträgern, wissenschaftlichen Autoren, Sportlern, Trägern öffentlicher Ämter (public officials) und anderen bekannteren oder weniger bekannten Personen (other individuals of greater or lesser eminence) zusammen. Traditionell wird außerdem am letzten Tag ein zufälliger Passant für die Entscheidungsfindung zugeladen.
Verliehen werden die Preise jeweils im frühen Herbst, in der Regel kurz vor der Bekanntgabe der Empfänger des Nobelpreises.

## Preisträger
Wegen seiner Bestrebungen, die Wasserstoffbombentechnik weiterzuentwickeln, war der Physiker Edward Teller 1991 einer der Ersten, die diesen Preis erhielten („für seinen lebenslangen Einsatz, die Bedeutung von ‚Frieden‘ nachhaltig zu verändern“). Der Physiker Robert Matthews erhielt ihn für seine Studien zu Murphys Gesetz, insbesondere für den Nachweis, dass Toastbrotscheiben immer auf die gebutterte Seite fallen.
Jacques Benveniste war lange Zeit der einzige Laureat, der den Preis zweimal erhielt, nämlich 1991 und 1998. Joseph B. Keller wurde bei der Verleihung des Ig-Nobelpreises im Bereich Physik von 2012 außerdem auch rückwirkend zum Co-Preisträger von 1999 (ebenfalls Physik) erklärt und ist seitdem ebenfalls Doppellaureat. Weitere Preisträger, die den Preis zweimal erhielten, sind Patricia Yang und David Hu, die 2015 und 2019 jeweils mit dem Ig-Nobelpreis für Physik ausgezeichnet wurden.
Mit Andre Geim gibt es einen Wissenschaftler, der sowohl Ig-Nobel- (2000) als auch Nobelpreisträger (2010) ist.

## Sonstiges
Bis zu seinem Tod im Dezember 2018 fungierte Roy Glauber jahrelang als Besenmeister, der während der Zeremonie die Bühne von unzähligen Papierfliegern befreit, mit denen die Preisträger beworfen werden. 2005 konnte Glauber dieses Amt nicht ausüben, weil er mit dem Physik-Nobelpreis ausgezeichnet wurde.
Im April 2019 fand erstmals in Deutschland eine Ig-Nobel-Nacht mit Marc Abrahams und Mark Benecke statt.
2022 wurde Ig-Nobelpreis mit dem Heinz-Oberhummer-Award für Wissenschaftskommunikation ausgezeichnet.